# Un homme pour le Roi
 (avril 2021).
Si vous disposez d'ouvrages ou d'articles de référence ou si vous connaissez des sites web de qualité traitant du thème abordé ici, merci de compléter l'article en donnant les références utiles à sa vérifiabilité et en les liant à la section « Notes et références ».
Un homme pour le Roi est un roman historique de Juliette Benzoni paru en 1999 chez Plon. Il constitue le premier volet de la série Le jeu de l'amour et de la mort.

## Histoire
20 juin 1792, tandis que le peuple de Paris force pour la première fois les grilles du palais des Tuileries, au fond d'une forêt bretonne Anne Laure de Laudren, marquise de Pontallec, est venue enterrer son unique enfant, accompagnée de l'homme de confiance de son mari.
Celui-ci a reçu l'ordre d'assassiner la jeune femme, qui a dix-neuf ans.
Comme il est amoureux d'elle, il lui avoue la vérité et souhaite la conduire chez sa mère. Elle refuse, revient à Paris, manque de se faire massacrer et apprend que son mari est parti rejoindre le comte de Provence à Coblence. De plus; elle s'aperçoit qu'il a fui en emportant les bijoux et l'argent. Seule dans la tourmente de la révolution, emportée dans un tourbillon haletant, Anne Laure va se battre pour sauver sa vie et celle de ses proches.